# Christopher Masterson
Christopher Kennedy „Chris“ Masterson (* 22. Januar 1980 auf Long Island, New York City) ist ein US-amerikanischer Filmschauspieler.

## Leben
Christopher Masterson wurde international durch seine Rolle als Francis in der Sitcom Malcolm mittendrin bekannt. Er kam gleichzeitig mit seinem Bruder Danny Masterson (Steven Hyde in Die wilden Siebziger) zu FOX und war Gastschauspieler in diversen Serien und Filmproduktionen. Beide hatten ursprünglich  auch eine Rolle im Kinofilm Eine Familie namens Beethoven, verschwiegen aber ihre Verwandtschaft, da Danny Masterson hier eine Hauptrolle spielte, und Christopher nur eine Nebenrolle. Während der Produktion fiel den Produzenten auf, dass sich die beiden sehr ähnlich sahen, woraufhin Christopher Masterson durch einen anderen Schauspieler ersetzt wurde. Christopher und Danny Masterson sowie ihre Halbgeschwister Alanna Masterson (Tara Chambler in  The Walking Dead) und Jordan Masterson, die ebenfalls Schauspieler sind, wurden von ihren Eltern als Scientologen erzogen und sind Anhänger von Scientology.
Seit einigen Jahren tritt Masterson unter dem Namen DJ Chris Kennedy als DJ auf. Sein Cousin ist der Schauspieler Angus T. Jones.
Zwischen 2000 und 2007 war er mit Laura Prepon, bekannt aus Die wilden Siebziger, liiert. Seit 2019 ist er mit der Schauspielerin Yolanda Pecoraro verheiratet. Am 3. April 2021 wurde das Paar Eltern einer gemeinsamen Tochter.

## Filmografie (Auswahl)
- 1988: Hiroshima Maiden (Fernsehfilm)
- 1992: Singles – Gemeinsam einsam (Singles)
- 1993: Murphy Brown (Fernsehserie, Episode 5x25)
- 1994: Dr. Quinn – Ärztin aus Leidenschaft (Dr. Quinn, Medicine Woman, Fernsehserie, Episode 2x21)
- 1994: Ein Hauch von Himmel (Touched By An Angel, Fernsehserie, Episode 4x04)
- 1994: The Road Home (Fernsehserie, sechs Episoden)
- 1995: Die Piratenbraut (Cutthroat Island)
- 1996: The Sunchaser
- 1996: Pretender (The Pretender, Fernsehserie, Episode 2x12)
- 1996: Millennium – Fürchte deinen Nächsten wie Dich selbst (Millennium, Fernsehserie, Episode 2x20)
- 1997: Die Hochzeit meines besten Freundes (My Best Friend’s Wedding)
- 1997: Ece Pirat
- 1997: Campfire Tales
- 1998: American History X
- 1998: Die wilden Siebziger (That ’70s Show, Fernsehserie, zwei Episoden)
- 1998: Cool Girl
- 2000: Dragonheart – Ein neuer Anfang (Dragonheart: A New Beginning)
- 2000–2006: Malcolm mittendrin (Malcolm in the Middle, Fernsehserie, 150 Episoden)
- 2001: Nice Guys Finish Last
- 2001: Strange Frequency (Fernsehfilm)
- 2001: Scary Movie 2
- 2002: Dead Zone (The Dead Zone, Fernsehserie, Episode 1x03)
- 2005: Waterborne
- 2007: The Masquerade
- 2008: The Art of Travel
- 2009: Made for Each Other
- 2010: Impulse
- 2011: White Collar (Fernsehserie, Episode 3x02)
- 2011: CollegeHumor Originals (Fernsehserie, zwei Episoden)
- 2012: Men at Work (Fernsehserie, Episode 1x05)
- 2012: Electric Sheep
- 2014: Haven (Fernsehserie, zwei Episoden)
- 2015: Bad Roomies
- 2017: Mystic Cosmic Patrol (Fernsehserie, Episode 1x01)
- 2019: I’d Like to Be Alone Now
- 2019: Beneath the Leaves